# تریس (کشتیدم)
تُرَیس یا رو کشتیدم(به انگلیسی:Rho Puppis) نام ستاره‌ای در صورت فلکیکشتیدم است. این ستاره در طیف خود حاوی فلزاتی چون روی، زیرکونیوم و باریم است و در رده‌بندی ستارگان، در کلاس آ قرار می‌گیرد.قدر مطلق این ستاره ۱٫۴۱ و قدر ظاهری آن ۲٫۸۳ است و از این جهت، سومین ستارهٔ پرنور در صورت فلکی کشتی‌دم است. فاصلهٔ این ستاره تا زمین ۶۳ سال نوری است.

## منابع

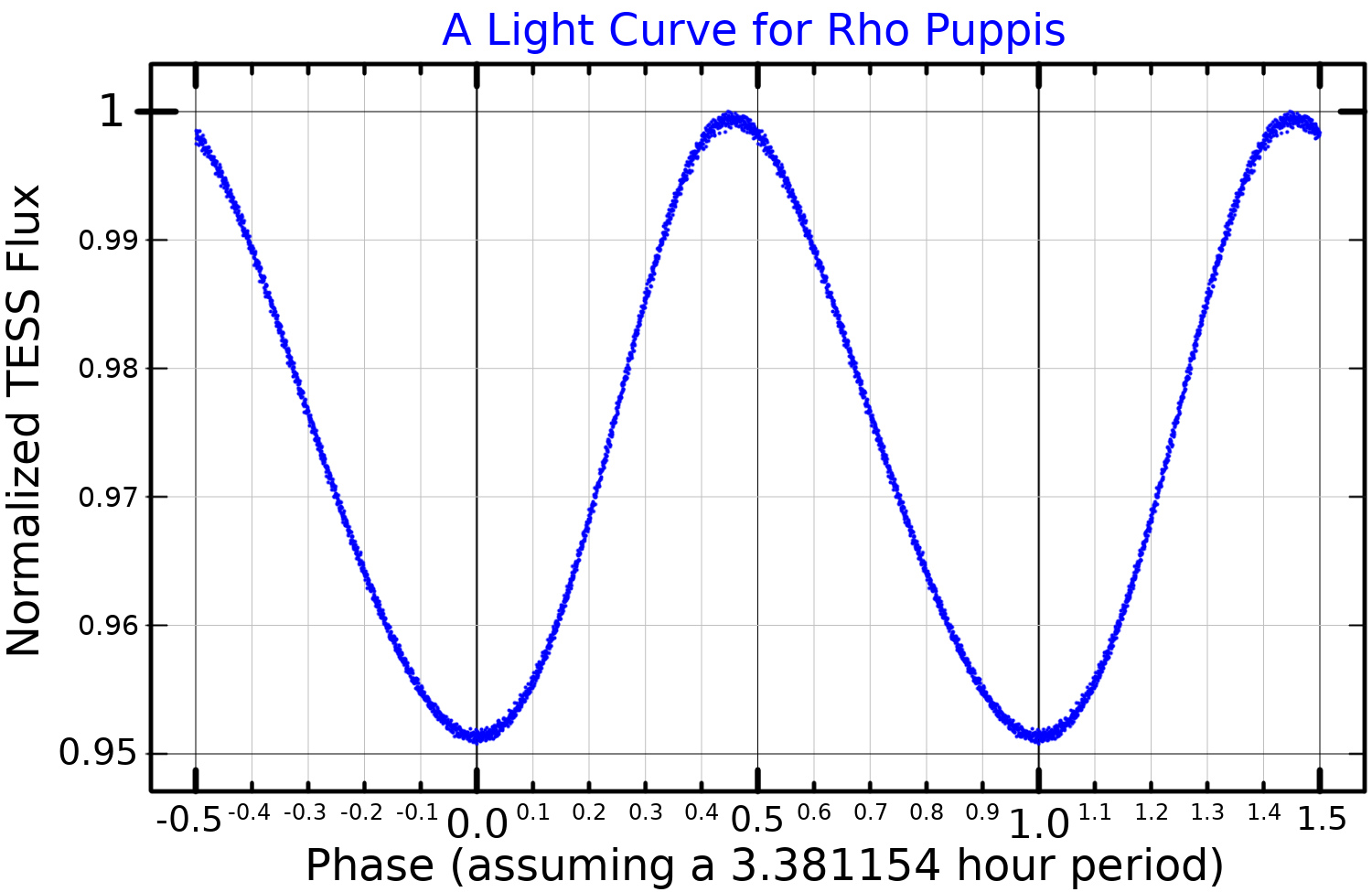
منحنی نور ستارهٔ تریس (کشتیدم)، ترسیم‌شده از داده‌های آماری TESS